# Chiesa di Sant'Antonio di Padova (Tito)
La chiesa di Sant'Antonio di Padova è uno dei principali luoghi di culto della città di Tito (Basilicata).

## La chiesa
La grande chiesa francescana è annessa al monastero ed è stata costruita probabilmente nella stessa epoca. Si accedeva dall'esterno con alcuni gradini in pietra locale ed un pianerottolo con lastre di pietra di varia provenienza. Attraverso un portone in legno, sormontato da uno stemma francescano, si entrava direttamente nel luogo sacro con una navata centrale e una navata laterale più ridotta.
Il pavimento era di mattoni in terracotta. Una grossa pila, posta sulla destra dell'ingresso, conteneva (e contiene ancora) l'acqua santa. Sulla parete destra ci sono ancora delle nicchie nelle quali sono dipinte figure di Madonna e di Santi. Sulla stessa parete sono ancora visibili due intonaci di diversa epoca e su ambedue restano tuttora visibili pitture di santi e figure ornamentali.
Si accedeva al presbiterio con una scalinata rudimentale. Sulla parte destra del presbiterio si conserva ancora una cattedrale pluriposto per le funzioni liturgiche, mentre sulla parte sinistra si ergeva un maestoso organo a fiato con canne di varia dimensione, di cui conserva ancora il pianerottolo policromo, riservato all'organista. Sotto l'arco del presbiterio era costruito un mastodontico altare in pietrame e nell'abside c'era un artistico Coro (con leggio centrale) in noce pregiata.
La volta della chiesa è ancora divisa in cinque quadrati, di cui uno in soffittatura lignea, e ad archi a crociera in tufo locale leggero. Quello dell'abside cadde per fatiscenza nell'estate del 1961.
Una porta introduceva in un artistico campanile, ricco di simboli e figure, ricavato in un angolo del quadrilatero del Monastero, non molto alto e con tre campane di diversa epoca. La campana media porta la data del 1530 e l'iscrizione in latino: "Ave Maria, piena di grazia, il Signore è con te". La campana piccola porta invece la data del 1774 e ci sono indicati i promotori della sua fonditura. Vi sono anche impresse delle immagini che rappresentano san Francesco, sant'Antonio di Padova e l'Immacolata. La campana grossa invece è la più recente, infatti risale al 1837 e vi è un'iscrizione che significa: "la morte mi ha consegnato alla morte. Ora, vinta la morte, mi ripresento col suono". Anche qui vengono citati i fonditori e vi sono le immagini di sant' Antonio, di santa Filomena, di san Francesco e dell'Immacolata. Questa campana, la più grande, è stata da sempre utilizzata per gli annunci mortuari.
Per una porta, a sinistra dell'abside, si accedeva invece ad un'ampia sagrestia, composta da due stanze con volte a crociera, con finestre molto alte ed una porta di uscita. Le due stanze comunicavano con un vano ad arco molto alto e in entrambe si conservavano cose utili per il servizio liturgico. C'era anche un lavabo in pietra scolpita, raffigurante il Cristo con i dodici apostoli ed altri simboli.
Nella navata laterale della chiesa ci sono due artistici altari lignei in onore di S. Antonio da Padova e di S. Francesco. Nel corso del tempo erano stati aggiunti un altare in muratura dedicato a santa Filomena e nicchie di legno che custodivano piccole statue in onore di san Vito, san Rocco, san Pasquale e san Biagio.
Nella chiesa c'erano e ci sono una tela raffigurante la Madonna Immacolata di Giovanni De Gregorio, detto il pietrafesano, una tela raffigurante la Madonna assunta in Cielo, quattordici quadri a forma ovale raffiguranti i quattordici episodi della Via Crucis e tele raffiguranti una Santa Chiara, una santa Marta ed il martirio di santa Cecilia. 
È in dotazione della chiesa del convento anche una statua lignea della Madonna di Costantinopoli, che all'epoca dei frati era situata in una nicchia che dominava la grossa scalinata di accesso al piano superiore del monastero. Una stanza attigua alla chiesa serviva da stanza mortuaria e da deposito di cose utili alla chiesa. Da questa stanza, attraverso una piccola porta ricavata dalla parte alta, si accedeva alla cantoria, posta sulla porta dell'ingresso principale della chiesa.
Sotto il pavimento della chiesa, fatto di mattoni in terracotta, c'erano botole varie per la sepoltura dei cadaveri. Tali botole, dall'epoca dell'apertura del cimitero (1865-70), si ridussero a qualche unità per il deposito delle ossa umane ancora esistenti. Più tardi, cioè nel 1929-30, il pavimento fu rinnovato con lastre di marmo a cura di devoti e di Comitati per la festa di S. Antonio di Padova. Nel 1974, a causa di umidità persistente e dei vari cedimenti del materiale sottostante, che avevano provocato avvallamenti e rotture in molte parti, al pavimento fu aggiunto un vespaio di pietra. I pochi pezzi di marmi che si riuscirono a recuperare furono collocati nel presbiterio e nella navata laterale ed il resto fu sostituito con pezzi di perlato di Sicilia. Le ossa che si poterono raccogliere furono depositate in due grossi bauli in legno e nel pavimento antistante all'altare di S. Antonio da Padova.
La struttura generale della chiesa originariamente era più semplice, successivamente furono aggiunti stucchi, decorazioni ed altari laterali.
Sulla parte destra erano stati costruiti in muratura altari in onore di santa Rosa da Viterbo, in onore dell'Beata Vergine Assunta in Cielo, in onore della Madonna Immacolata. A sinistra invece era costruito un altare in onore di santa Lucia. Nella navata laterale vi era un altare in onore di san Francesco, uno di S. Antonio da Padova e uno in onore di santa Filomena. Questi toglievano spazio alla chiesa e furono rimossi. Ricomparvero allora ben cinque nicchie. La prima rappresenta la scena della Visitazione di Maria a S. Elisabetta. Ai lati della scena sono raffigurati il beato Iacobo e san Donato e poi l'Eterno Padre. Sul fianco destro è visibile la Madonna del Carmine. In una seconda nicchia è dipinta una Madonna con la scritta "S.S. Maria de Costantinopoli". Ai lati ci sono S. Andrea Apostolo e santa Caterina. nella terza nicchia vi è una Madonna con Bambino di ignoto autore, ai cui lati ci sono S. Antonio e probabilmente Santa Chiara. Nella quarta nicchia è rappresentata una Madonna del Rosario ai cui lati ci sono due figure irriconoscibili. Una quinta nicchia, più piccola, ricordava una "Deposizione" con Maria Addolorata. Tra la quarta e la quinta nicchia si riconosce facilmente un sant'Antonio Abate, ai piedi del quale era scritto l'anno 1528 e la seguente iscrizione: "Questo lavoro fu eseguito da Fr.(ancesco) De Collotta, in devozione alla Santissima Vergine)".
Al centro della parte destra della chiesa c'erano il Confessionale e il Pulpito soprastante, al quale si accedeva con gradini ricavati nella stessa parete e con ingresso dal Confessionale. Il Confessionale ed il Pulpito furono recentemente scomposti e collocati, l'uno in fondo alla chiesa, l'altro sul Presbiterio. Nel 1931 l'interno della chiesa fu tinteggiato in calce multicolore a cura della devota Filomena Scavone in Oddone, residente in Brasile, in onore del marito Salvatore Oddone.

### Gli affreschi, i dipinti vari e le sculture
Nell'ex monastero si legge qualche data indicativa al riguardo. I lavori ebbero inizio a cura e devozione di Frate Ilario da Picerno, che è chiamato "Ministro e Servo". La data è del 1606. L'anno successivo il popolo titese, col comune consenso del Sindaco e degli Amministratori, provvide al lavoro di affresco per un episodio prodigioso della vita di S. Antonio di Padova.
I lavori di affresco risalgono probabilmente al primo decennio del secolo XVII e furono eseguiti da qualche pittore della Scuola Napoletana. Si sa infatti che il fiammingo Wenzel Cobergher, che fu pittore, architetto, antiquario, incisore, scienziato, poeta, abitò per lungo tempo nella città di Napoli, perché chiamato dai mecenati di quell'epoca ad eseguire lavori in quella città. Probabilmente, nel tempo del suo soggiorno italiano, alcuni allievi del luogo o della sua zona lo seguirono, fondando una Scuola vera e propria che si rifaceva, nelle sue produzioni artistiche, allo stile di quel maestro. Ammiratori, mecenati e cultori dell'arte, sparsi qua e là in Campania ed in Basilicata, approfittarono poi di questa possibilità artistica che esisteva a Napoli e dintorni e vollero che, specialmente nei Centri culturali di quell'epoca, la suddetta Scuola producesse quanto di meglio sapesse e potesse in onore dell'arte e soprattutto delle devozioni esistenti in quegli ambienti. Questo accadde anche in Basilicata e specialmente nei numerosi conventi francescani, che, oltre ad essere centri di cultura filosofica e teologica, diffondevano la fede e la devozione nel popolo, anche attraverso l'arte. I Superiori dei Conventi chiamavano quindi questi maestri d'arte ed a proprie spese o a spese di famiglie più abbienti e devote abbellivano Conventi e luoghi sacri con pitture e tele varie.
Nel monastero francescano di Tito oggi è possibile constatare con quanto entusiasmo e con quanta devozione Frati, pubblici Amministratori del luogo e famiglie di Tito e dintorni abbiano voluto onorare le grandezze del Francescanesimo ed in particolare la vita di S. Antonio da Padova, emerito discepolo di San Francesco. Erano presenti inoltre, in quel periodo, tre pittori famosi della Basilicata, cioè Giovanni De Gregorio (detto il "pietrafesa" o il "pietrafesano"), Pierantonio Ferro di Tricarico e Donato Oppido di Matera.
Il Pietrafesa (nato nell'antica Pietrafesa intorno al 1569 e morto a Pignola nel 1636) lavorò molto in Basilicata. Anch'egli, secondo alcuni, potrebbe essere stato l'autore del patrimonio artistico sia del Monastero sia della chiesa attigua. Sicuramente è stato l'autore di una tela, raffigurante la Madonna Immacolata, che porta una data precisa (1629) e la sua firma (Petravisianus). Le altre tele non sono firmate, ma è molto probabile, secondo alcuni, che allievi della sua Scuola abbiano lavorato in quell'epoca sotto la sua guida per produrre i lavori pittorici che oggi godono indiscusso valore.

### Gli stucchi della chiesa
È probabile che la chiesa, annessa al monastero, nata in forma semplice ed austera sia stata poi arricchita con stuccature ed aggiunte varie, rispondenti ai gusti e allo stile dei tempi successivi. Si sa che lo stuccatore napoletano Stefano Langetta ha lavorato in Basilicata nella prima metà del XVIII secolo. C'è chi pensa che gli stucchi, soprastanti al vecchio stile della chiesa-Convento di Tito, possano attribuirsi al suddetto Langetta o a qualche suo discepolo. 

### Le sculture
Sia nel Monastero sia nella chiesa annessa c'erano molte sculture lignee ed in pietra.
Particolarmente interessante è il portale d'ingresso datato 1529. I pochi pezzi superstiti della scala d'ingresso sono probabilmente da attribuirsi alla stessa epoca ed allo stesso autore. Architetti e lapicidi "catalani" dell'entroterra napoletano influirono molto sullo stile di lavorazione delle maestranze nostrane, le quali spesso operarono diversamente dall'orientamento artistico delle altre province meridionali, che non era certamente gradito ai Conti Guevara, mecenati del tempo. Di Giovanni Da Nola sembra essere una statua lignea della Madonna con Bambino. Le altre statue lignee non sono datate, ma si attribuiscono probabilmente a quell'epoca o ad altra immediatamente successiva. 
Abilissimi artigiani, col gusto dei trafori e delle decorazioni durazzesche e catalane, eseguirono nel secolo XVIII Cori, Pulpiti, e Cantori e tutto lascia pensare che anche a Tito siano stati invitati ad eseguire lavori di questa specie. Tra il 1750 e il 1760 Mastro Francesco e Mastro Carmine Fortunato lavorarono a lungo per il Coro della chiesa Madre di Picerno e probabilmente furono anche a Tito per i vari lavori ad intaglio che furono eseguiti per il Coro, l'Organo, la Cattedra liturgica, il Confessionale-Pulpito e la Sagrestia della chiesa del Monastero. Qualcuno pensa a Mastro Michelangelo Vazza di Picerno che, noto intagliatore qual era, fece il Coro ligneo di quella chiesa Madre e la bella porta della chiesa della SS. Annunziata di Picerno. È molto probabile quindi che egli sia passato anche a Tito per l'esecuzione di lavori di scultura.
A proposito di scultori è bene ricordare Vincenzo Greco, scultore-artigiano di Tito, vissuto e morto nel secolo scorso. Dal popolo era soprannominato "lu santaru" e gli si attribuiscono varie sculture di statue, tuttora venerate in paese. Di queste pitture e sculture molto si è potuto conservare.
Il Monastero in particolare a seguito della confisca dei Beni ecclesiastici da parte del governo italiano nel 1866, fu per decenni abbandonato sia dai Frati che dal Clero locale. La mancata manutenzione e l'inclemenza del tempo produssero rovine e non mancarono gesti di vandalismo. Soltanto la chiesa annessa fu sempre aperta al pubblico culto.
Ora una parte dei locali appartiene all'Amministrazione della Provincia di Potenza e fu per vari anni sede di Caserma dei Carabinieri. Una parte invece appartiene all'Amministrazione del Comune di Tito e fu destinata nel tempo ad usi vari, fino all'epoca del terremoto del 23 novembre 1980. Una parte infine fu donata dal Comune di Tito all'Opera Diocesana "Caritas Christi" per l'assistenza socio-educativa di minori, svolta fin dal 1960. 

## Il convento di Tito
Il convento di Tito venne dedicato a S. Antonio di Padova e le fonti sono concordi nel riferire particolari e frequenti interventi miracolosi del Santo. Nel 1657 Tito fu liberata dalla peste e nel 1662 da un'invasione di bruchi. Nel 1584 un altare della chiesa annessa al Convento e dedicato all'Immacolata fu dichiarato privilegiato dal pontefice Gregorio XII.
Nei decenni successivi, data la particolare generosità degli abitanti di Tito nel provvedere i frati di cibo e vestiario, il Convento sarà casa di studio per la Teologia e la Filosofia e poi casa di Noviziato. Quando il Convento avrà il suo stemma, questo presenterà l'immagine tradizionale di S.Antonio con Gesù Bambino su di un braccio e il giglio nella mano libera.
Sullo stipite del portone d'ingresso principale c'è una data, scritta nei caratteri del tempo:" A.(anno) D.(omini)...(D.(ivo) A.(ntonio) D. (icatum) 1529 Die XI Decbr.(decembris)." La parte interna presenta un Chiostro con finestroni ad arco; c'è poi un cortile interno con una cisterna ed un pozzo classico, ormai scomparsi. All'interno si accede con un'ampia scala, con gradini che erano di pietra locale e che recentemente sono stati sostituiti da lastre di travertino. Di qui si sale su un piano rialzato sotto il quale esistono ancora vari vani seminterrati.
Sulla parete del corridoio Nord ci sono sei affreschi riproducenti episodi prodigiosi della vita di S.Antonio di Padova. Gli affreschi sono a cura e spese del Comune e di privati cittadini. In fondo al corridoio (nella parte alta) c'è un dipinto che ricorda il Battesimo di Gesù. Sulla parete del muro perimetrale giganteggiano invece, in grosse lune, i Profeti Nahum, Osea e Sofonia. Al di sotto delle grosse lune ci sono lune più piccole che ricordano tre studiosi: lo spagnolo Silverio, Antonio Guevara e Francesco Goto.
L'intero arco a botte del corridoio è costellato di lune di uguale dimensione. Nella parte centrale sono otto, di cui tre cancellate dal tempo. Le cinque portano lo Spirito Santo sotto forma di colomba, una croce con globo, l'Agnello con Libro e Sigillo, una Croce che troneggia e una figura irriconoscibile.
Le lune soprastanti nella parte destra sono sette. Delle sei una è irriconoscibile; l'altra ricorda Isacco; l'altra è irriconoscibile; l'altra ricorda Giuditta; l'altra ricorda Elia e ancora un'altra è irriconoscibile. Nella parte sinistra le lune sono pure quindici, disposte anch'esse in maniera simmetrica. Nella parte ovest del Monastero c'è un corridoio e quattro stanze, arcate a botte e non affrescate. Nel corridoio sulla parete destra, sono nove quadri che ricordano altrettanti eventi prodigiosi di S.Antonio di Padova. Anche essi furono affrescati a cura e spese di privati cittadini. In particolar modo si ricorda il nono quadro che riporta l'iscrizione" A devozione di Giovanni Battista, titese, della famiglia Cafarelli.
In conclusione i nove quadri furono affrescati per motivo di devozione di varie famiglie titesi. Al di sopra di ogni quadro troneggia pure lo stemma gentilizio del devoto donatore. Sulla parete sinistra ci sono delle lune per tutta la lunghezza del corridoio. Qui ci sono nove animali(di cui uno è irriconoscibile), cioè lo struzzo, il pellicano, il pappagallo, lo sparviero, la fenice, il gallo, la cicogna e il pavone. Nell'arco a botte del corridoio sono indicati i vizi e le virtù dell'uomo e propriamente, a destra la concordia, l'amore, la perseveranza, la fede, la pace, la sicurezza, il contento ed il riso. A sinistra invece sono la discordia, il sospiro, l'ardimento, l'affanno, il pensiero, la paura, il pianto e lo sdegno. Il corridoio interno poi divideva alcune destinate ad abitazioni dei frati. Nella parte Ovest e nella parte Est invece (sempre al piano di sopra) un corridoio centrale divideva celle a destra e a sinistra con finestre piuttosto strette e non ad arco. Una porta d'ingresso permetteva ai Frati di comunicare internamente con la chiesa attigua, per la loro preghiera quotidiana.
Gli affreschi, presenti sulle pareti e sulle volte dei quattro corridoi che perimetrano il chiostro, rappresentano episodi e miracoli della vita di S.Antonio da Padova. Realizzati agli inizi del 1600, intorno al 1606-1607 sono attribuiti da molti studiosi a Giovanni De Gregorio detto il Pietrafesa, artista lucano formatosi a Napoli nella bottega del ò anche per Fabrizio Santafede importante esponente della tradizione tardomanierista che lavorò anche per committenti lucani del 1580 a Matera successivamente a Lauria. L'allievo, Giovanni De Gregorio iniziò a firmare le sue opere dal 1608. Nel 1656 morì a Pignola colpito dalla peste. Si dice che alla decorazione del chiostro avrebbe preso parte anche Girolamo Todisco, il quale iniziò a firmare le sue opere a partire dal 1616.
Tuttavia è da escludere per la critica recente che essi appartengano esclusivamente a De Gregorio, come ipotizzato in passato. Il recente restauro a cura della Soprintendenza ha scoperto vaste zone ridipinte, riprendendo i distacchi in corso e le cadute di colore. Dall'ingresso, ci si immette nell'ala ovest dove, lungo la parete sinistra, è visibile lo stemma francescano cui segue l'ALBERO FRANCESCANO, con i primi santi e beati dell'Ordine. La parete è suddivisa in sei riquadri da finte colonne e trabeazioni affrescate che contengono i seguenti miracoli: IL SANTO CHE RIDONA LA VISTA AL CIECO-ERETICO; LA MIRACOLOSA GUARIGIONE DEL LEBBROSO; IL SANTO CHE APPARE AD UNA DONNA PECCATRICE E LA DISSUADE DAL SUICIDIO; L'APPARIZIONE AD UNA NOBILE FANCIULLA GRAVEMENTE AMMALATA, LA RESURREZIONE DI UNA DONNA DEFUNTA; LA MORTE DI S.ANTONIOdi.
In fondo il Battesimo di Cristo chiude la serie dell'ala ovest. Lungo la parete destra si susseguono tondi contenenti ritratti di teologi e profeti. La volta è divisa in tre fasce verticali. Le fasce laterali comprendono dodici ovali contenenti gli apostoli alternati a quattro stemmi nobiliari. La fascia centrale comprende ovali contenenti cinque simboli del Cristianesimo e i riquadri centrali riportano quattordici ovali contenenti personaggi biblici e santi martiri. Nell'ala sud, sulla parete destra sono affrescati altri miracoli di Sant'Antonio: L'INTERVENTO MIRACOLOSO DEL SANTO SU UN BAMBINO PARAPLEGICO; S.ANTONIO ORATORE DAVANTI AD UNA FOLLA NUMEROSA; IL DEMONIO CHE CERCA DI TENTARE IL SANTO MA è COSTRETTO A FUGGIRE PER INTERCESSIONE DELLA VERGINI; IL MIRACOLO DELL'AVARO; LA RESURREZIONE MIRACOLOSA DI UN BAMBINO; IL TENTATIVO DEL TIRANNO EZELINO; IL MIRACOLO DEI CIBI AVVELENATI; LA GUARIGIONE MIRACOLOSA DI UN LEBBROSO; IL MIRACOLO DELLA MULA sulla parete di fondo.
Nella fascia superiore della parete destra sono riprodotti nove stemmi gentilizi e relative iscrizioni. La parete di sinistra comprende otto ritratti di profeti e dottori della chiesa. La volta dell'ala sud presenta decorazioni con intrecci floreali, sette figure allegoriche e, a sinistra, otto animali fantastici. L'ala est lungo la parete destra comprende altri sette riquadri riguardanti la vita del Santo, mentre sullo sfondo è raffigurato il conte Tiso che assiste alla scena in ginocchio.
La parete sinistra presenta su due file sei ritratti di profeti e santi francescani. Anche la volta dell'ala est è divisa in tre fasce. In quella di destra sono presenti cinque stemmi nobiliari; la fascia centrale e quella di sinistra sono decorate con festoni ed animali fantastici. Infine l'ala nord ha conservato soltanto la parete di fondo contenente S.Francesco che contempla Cristo deposto dalla Croce e la volta, sulla quale ovali contenenti personaggi biblici, santi francescani, pontefici, beati re e regine francescane si alternano a festoni floreali e a puttini danzanti. Le pareti laterali, un tempo affrescate, conservano pochi frammenti.